# Batalha do Kosovo
A Batalha do Kosovo (em sérvio: Косовска битка; romaniz.: Kosovska bitka; em servo-croata: битка на Косову; bitka na Kosovu) ocorreu em 15 de junho de 1389, na  região do Kosovo, e foi travada entre as forças lideradas pelo príncipe sérvio Lázaro da Sérvia e os invasores do Império Otomano, conduzidos pelo sultão otomano Murade I (r. 1362–1389). A derrota dos cristãos na batalha determinou os cinco séculos seguintes de ocupação otomana nos Bálcãs.
Fontes históricas confiáveis sobre a batalha são escassas, mas sabe-se que a maior parte dos dois exércitos foi aniquilada durante o conflito. Até mesmo o príncipe sérvio e o sultão  perderam suas vidas. O grande número de baixas atrasou a conquista otomana do território sérvio. Os sérvios, por sua vez, perderam maior número de homens, na defesa de suas terras. Em consequência, nas décadas seguintes os principados sérvios  tornaram-se vassalos do Império Otomano.